# 13680 Katyafrantseva
13680 Katyafrantseva eller 1997 PY är en asteroid i huvudbältet som upptäcktes den 4 augusti 1997 av OCA–DLR Asteroid Survey (ODAS). Den är uppkallad efter astronomen Kateryna Frantseva.
Den tillhör asteroidgruppen Koronis.